# 胡拉科 (阿拉巴馬州)
胡拉科（英語：Hulaco）是一個位於美國阿拉巴馬州摩根縣的非建制地區。該地的面積和人口皆未知。

## 地理
胡拉科的座標為34°18′44″N 86°35′55″W / 34.31222°N 86.59861°W，而該地的平均海拔高度為324米（即1063英尺）。